# مداخله ارزی

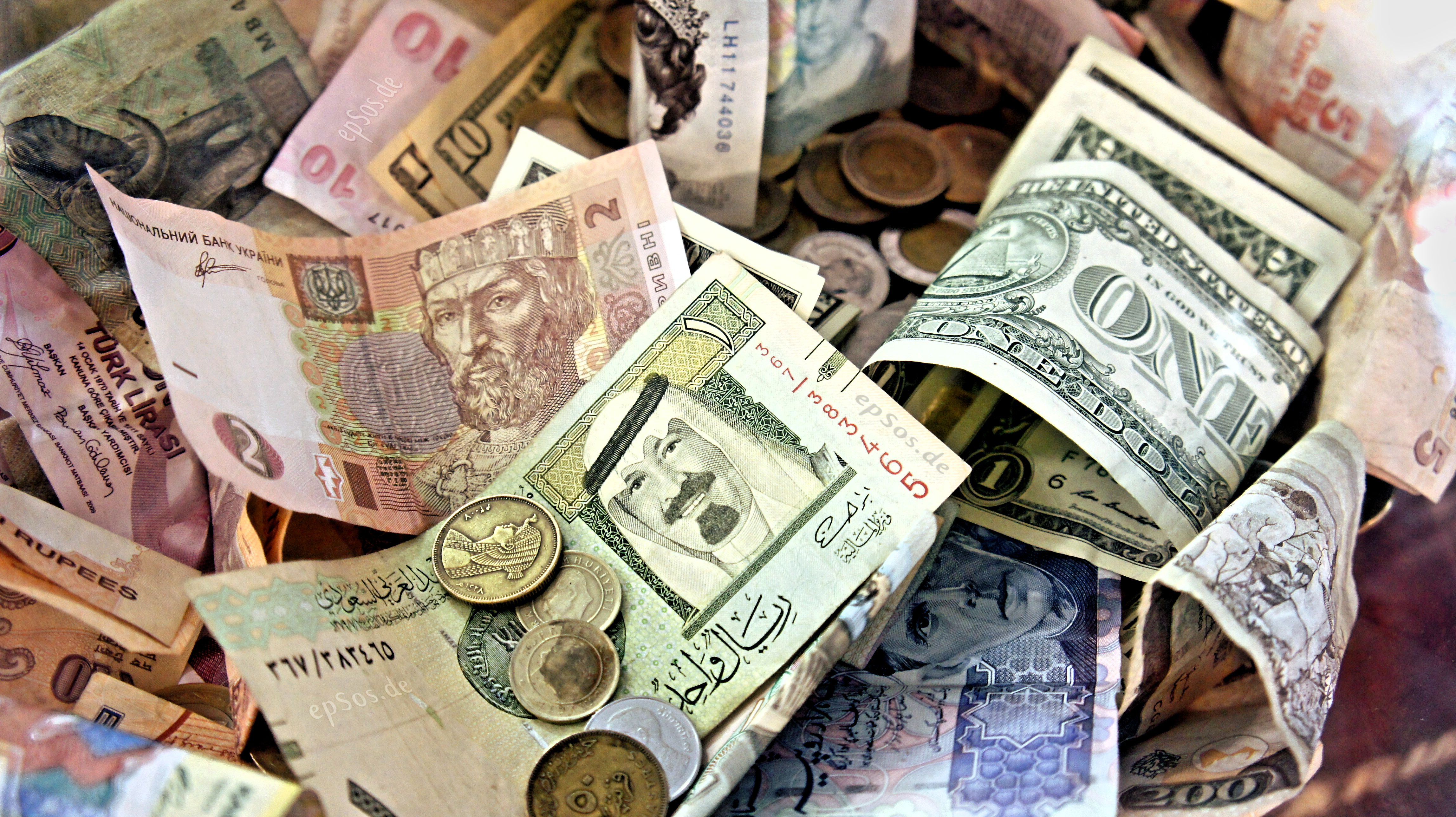
۸ارزها

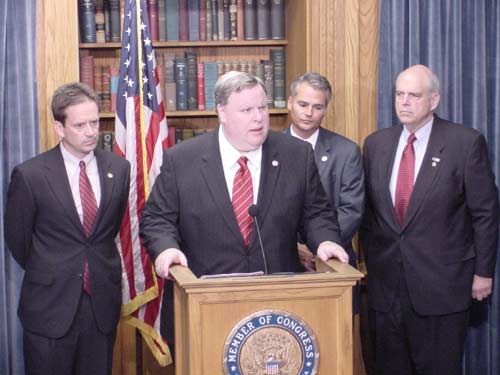
قانونگذاران ایالات متحده در حال بحث در مورد ابتکار هماهنگ سازی ارز از طریق اقدام خنثی کننده (چین) قانون 2005 هستند.

مداخله ارزی که به عنوان مداخله در بازار ارز یا دستکاری ارز نیز شناخته می شود، یک عملیات سیاست پولی است . زمانی اتفاق می‌افتد که دولت یا بانک مرکزی معمولاً به قصد تأثیرگذاری بر نرخ ارز و سیاست تجاری، ارز خارجی را در ازای پول داخلی خود خریداری یا می‌فروشد.
سیاستگذاران ممکن است به منظور پیشبرد اهداف مختلف اقتصادی در بازارهای ارز مداخله کنند: کنترل تورم، حفظ رقابت، یا حفظ ثبات مالی. اهداف دقیق احتمالاً به مرحله توسعه یک کشور، میزان توسعه بازار مالی و یکپارچگی بین المللی، و آسیب پذیری کلی کشور در برابر شوک ها و سایر عوامل بستگی دارد.
کاملترین نوع مداخله ارزی، اعمال نرخ ثابت مبادله ای نسبت به ارزهای دیگر یا میانگین موزون برخی ارزهای دیگر است.